# Linia kolejowa Terontola – Foligno

Map

Linia kolejowa Terontola-Foligno – włoska zelektryfikowana linia kolejowa, która łączy linię Rzym - Ankona w Foligno z linią Florencja - Rzym w Terontola-Cortona. Obsługuje takie miasta jak Perugia i Asyż. Linia ma długość 82 km.